# Kolonie Memrik
Die Kolonie Memrik war eine russlandmennonitische Ansiedlung in der Ukraine.

## Geschichte
Die Kolonie wurde 1884 gegründet, als die Verwaltungen von Halbstadt und Gnadenfeld der Kolonie Molotschna hier 200 km östlich der Kolonie Chortitza Land erwarben. Hier gründeten 303 Familien 10 Dörfer. 1914 hatte die Kolonie 3500 Bewohner. Während des russischen Bürgerkriegs litt die Bevölkerung sehr. In den 1930er Jahren wurden die Betriebe in Kolchosen aufgeteilt, viele Bewohner wurden deportiert. Die letzten Mennoniten flüchteten 1943 mit dem Rückzug der deutschen Truppen.
| ursprünglicher Name         | heutiger Name | ukrainisch  | Gründung |
| --------------------------- | ------------- | ----------- | -------- |
| Alexanderhof / Alexandrowka | Halyzyniwka   | Галицинівка | 1885     |
| Bahndorf / Orlow            | Orliwka       | Орлівка     | 1885     |
| Dolinowka                   | Dolyniwka     | Долинівка   | 1922     |
| Ebental                     | Mykolajiwka   | Миколаївка  | 1885     |
| Karpowka                    | Karliwka      | Карлівка    | 1885     |
| Kotljarewka                 | Mychajliwka   | Михайлівка  | 1885     |
| Marienort                   | Kalynowe      | Калинове    | 1885     |
| Memrik                      | Memryk        | Мемрик      | 1885     |
| Michelsheim                 | Mychajliwka   | Михайлівка  | 1885     |
| Nordheim / Marianowka       | Maryniwka     | Маринівка   | 1885     |
| Waldeck                     | Lisiwka       | 1885        |          |

Manchmal werden auf folgende Orte zur Kolonie gezählt:
| ursprünglicher Name | heutiger Name | ukrainisch    | Gründung |
| ------------------- | ------------- | ------------- | -------- |
| Alexanderpol        | Schyschkyne   | Шишкине       | 1888     |
| Ossokino            | Olexandriwka  | Олександрівка | ca. 1895 |